# سن-کریسوستوم، کبک
سن-کریسوستوم (به فرانسوی: Saint-Chrysostome) شهری در منطقه شهری لو او-سن-لوران ناحیه مونترژی در استان کبک کانادا است. در سرشماری سال ۲۰۱۱ این شهر ۲٬۶۸۹ نفر جمعیت داشته‌است و مساحت آن ۹۹٫۵۴ کیلومتر مربع است.